# Giftinformationscentralen, Sverige
För Giftinformationscentralen i Finland, se Giftinformationscentralen, Finland
Giftinformationscentralen är en svensk statlig nationell rådgivningsverksamhet beträffande förgiftningstillbud. Den startade år 1960 på Karolinska Universitetssjukhuset i Solna. Den är numera en enhet inom Läkemedelsverket, men är lokaliserad till Solna Strand sedan 2019.
Dess huvuduppgift är att per telefon informera allmänhet, läkare och annan sjukvårdspersonal om risker och symtom vid olika typer av akut förgiftning, samt att ge råd om lämplig behandling.
År 2016 mottog Giftinformationscentralen 91 000 frågor, varav två tredjedelar från allmänheten och en tredjedel från sjukvården. Ungefär hälften av frågorna avsåg vuxna och en tredjedel barn under tio år. För barn avsåg den största delen förgiftningar av rengöringsmedel.
Den nås av allmänheten på telefonnummer 010-456 6700 samt via nödnumret 112.